# BesT.Love
BesT.Love – album będący składanką największych przebojów grupy T.Love. Znalazło się na niej 19 piosenek, w tym dwie premierowe: „Ewa” oraz promujący płytę „Zero”. Wydana na fali sukcesu poprzedniego krążka Chłopaki nie płaczą zyskała status platynowej płyty. 

## Lista utworów
1. „Zero” (muz. J.Perkowski, sł. Z.Staszczyk)
2. „Jak żądło” (muz. P.Nazimek, sł. Z.Staszczyk)
3. „Potrzebuję wczoraj” (muz. A.Zeńczewski, sł. Z.Staszczyk)
4. „Garaż” (muz. A.Zeńczewski, J.Śliwczyński, sł. Z.Staszczyk)
5. „Chłopaki nie płaczą” (muz. M.Majchrzak, sł. Z.Staszczyk)
6. „Dzikość serca” (muz. J.Benedek, sł. Z.Staszczyk)
7. „King” (muz. J.Benedek, sł. Z.Staszczyk)
8. „Warszawa” (muz. J.Benedek[3], sł. Z.Staszczyk)
9. „Ewa” (muz. J.Perkowski, sł. Z.Staszczyk)
10. „Karuzela” (a'capella) (muz. W.Krzemiński, opr. T.Love, sł. W.Płocharski, Z.Staszczyk, L.Starski)
11. „I love you” (muz. J.Perkowski, sł. Z.Staszczyk)
12. „Stany” (muz. J.Benedek, sł. Z.Staszczyk)
13. „1996” (muz. M.Majchrzak, sł. Z.Staszczyk)
14. „Na bruku” (muz. J.Benedek, sł. Z.Staszczyk)
15. „Bóg” (muz. P.Nazimek, sł. Z.Staszczyk)
16. „Dzień” (muz. P.Nazimek, sł. Z.Staszczyk)
17. „Autobusy i tramwaje” (muz. A.Zeńczewski, J.Śliwczyński, sł. Z.Staszczyk)
18. „IV L.O.” (live 1998) (muz. Z. Staszczyk, A.Zeńczewski, sł. Z.Staszczyk)
19. „Wychowanie” (muz. A.Zeńczewski, sł. Z.Staszczyk, W.Antkowiak)